# Nieuwvliet
Nieuwvliet est un village appartenant à la commune néerlandaise de L'Écluse, situé dans la province de la Zélande. En 2010, le village comptait 459 habitants.
Nieuwvliet fut une commune indépendante jusqu'en 1970 ; en cette année, la commune a été rattachée à la commune d'Oostburg.